# Philipp Blom

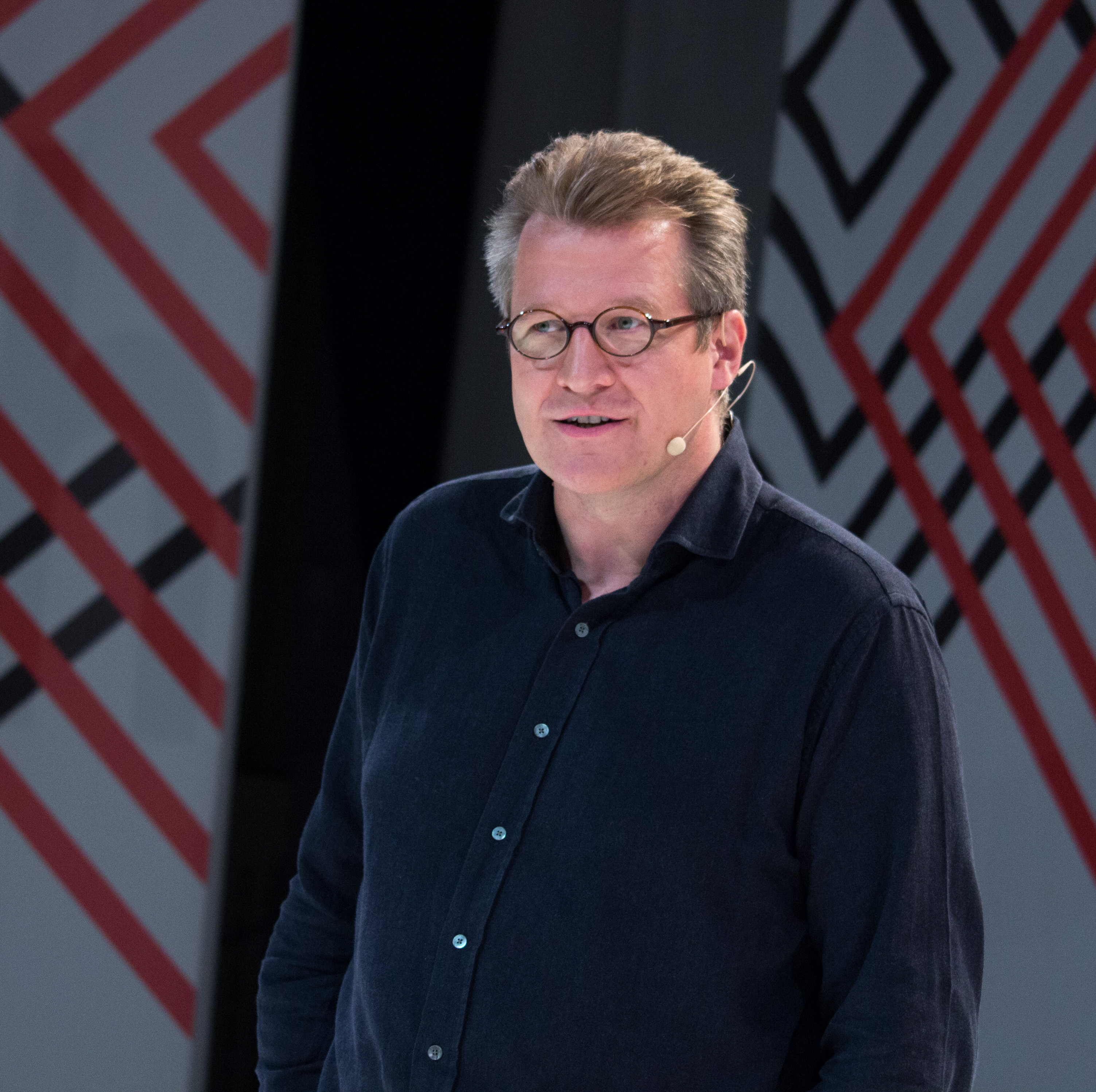
Philipp Blom, 2015

Philipp Blom (Hamburgo, 22 de enero de 1970) es un historiador, novelista y traductor alemán.
Estudió en Viena y Oxford en cuya universidad se doctoró en Historia Moderna. Más tarde vivió en Londres y París y fijó su residencia en Viena.
Su trabajo histórico incluye To Have and To Hold, y Encyclopédie (US edition: Enlightening the World), una historia de la enciclopedia de Diderot y D'Alembert y su gran influencia en Francia.The Vertigo Years, una historia cultural de la era de 1900 a 1914 en Europe y Estados Unidos publicada recientemente en Londres.
Blom ha publicado dos novelas: The Simmons Papers y Luxor.
Como periodista, Blom ha escrito para el Times Literary Supplement, The Financial Times, The Independent, The Guardian, y el Sunday Telegraph en el Reino Unido, para Neue Züricher Zeitung, Frankfurter Allgemeine Zeitung, Die Zeit, Süddeutsche Zeitung, Financial Times Deutschland, Berliner Zeitung, Der Standard, Die Tageszeitung en países germanófonos y para Vrij Nederland en los Países Bajos.

## Publicaciones en orden cronológico
- The Simmons Papers. Londres: Faber & Faber, 1995, ISBN 0571173152
- Die Simmons Papiere. Berlín: Berlin Verlag, 1997, ISBN 3827002346
- The Wines of Austria. Londres: Faber & Faber, 2000, ISBN 0571195334
- To Have and to Hold: An Intimate History of Collectors and Collecting, Woodstock, NY : Overlook Press, 2003, ISBN 1585673773
- Enlightening the World: Encyclopédie, the Book That Changed the Course of History, New York: Palgrave Macmillan, 2005, ISBN 1403968950
- Luxor, Köln, Tisch 7, 2006, ISBN 3938476117
- The Vertigo Years: Change and Culture in the West, 1900-1914, New York : Basic Books, 2008, ISBN 0465011160
- A Wicked Company: The Forgotten Radicalism of the European Enlightenment, New York : Basic Books, 2010, ISBN 0465022782
- Fracture: Life and Culture in the West, 1918-1938, 2015, ISBN 0465022499
- Nature's Mutiny: How the Little Ice Age of the Long Seventeenth Century Transformed the West and Shaped the Present, New York: Liveright Publishing, 2019, ISBN 9781631494048

### En español
- Encyclopédie, El triunfo de la razón en tiempos irracionales, Anagrama, Barcelona, 2007, ISBN 843396254X
- Años de vértigo. Cultura y cambio en Occidente, 1900-1914, Anagrama, Barcelona, 2010, ISBN 9788433963178
- Gente peligrosa. El radicalismo olvidado de la Ilustración europea. Anagrama, Barcelona, 2012, ISBN 9788433963406
- El coleccionista apasionado. Una historia íntima, Anagrama, Barcelona, 2013, ISBN 978-84-339-6358-1
- La fractura. Vida y cultura en Occidente 1918-1938, Anagrama, Barcelona, 2016, ISBN 978-8433964069
- El motín de la naturaleza, Anagrama, Barcelona, 2019, ISBN 978-84-339-6445-8
- Lo que está en juego, Anagrama, Barcelona, 2021, ISBN 978-84-339-6471-7